# Technics
Technics, Panasonic varemærke, kom på markedet i 1965; producerer bl.a. grammofoner, cd-afspillere, båndoptagere, keyboards, forstærkere og højttalere.
- Technics SL-1200 med Direktdrive (1972–2010, 2016)
- Technics pladespiller SL-10 med Direktdrive (1980–1984)[1]
- SE-A 5 ca. 1982
- Technics båndoptager og cd-afspiller fra 1988
- Digitalforstærker SU-G700 (ca 2018)[2]
- Technics SX-KN800